# Novembre 2005 en Afrique

## Événements

### Mardi1ernovembre
- x

### Mercredi2 novembre
- Éthiopie : De violents affrontements ont lieu entre forces de l’ordre et manifestants de l’opposition à Addis-Abeba. 23 personnes ont été tuées et 150 blessées. Un millier de militants de l’opposition, dont les membres de la direction du principal parti, ont été arrêtés.

### Jeudi3 novembre
- Mali : décès de Kadari Bamba, député, président du groupe parlementaire RPM et ancien ministre à la suite d'un accident de voiture à Bamako.
- Togo : les 37èmes Assises de la presse francophone se sont ouvertes à Lomé en présence du chef de l’État Faure Gnassingbé et d’Hervé Bourges, président international de l’Union de la presse francophone (UPF). Elles se déroulent dans la capitale togolaise du 3 au 8 novembre 2005.

### Dimanche6 novembre
- Somalie : Un attentat manqué contre le premier ministre Ali Mohamed Gedi a fait cinq mort.

### Mercredi9 novembre
- Mali : Ouverture à Bamako du Forum de la jeunesse africaine sous la présidence du chef de l’État Amadou Toumani Touré. Ce forum organisé en prélude du Sommet Afrique-France qui doit se tenir dans la capitale malienne en décembre, a réuni pendant deux jours près de 200 jeunes du continent et de la diaspora venu échanger autour du thème « La jeunesse africaine, sa vitalité, sa créativité, ses aspirations ». Le président malien a rendu un hommage à l’athlète Ladji Doucouré, invité d’honneur du forum.
- Sénégal : Décès de Aminata Maïga Ka, écrivain sénégalais.
- Zimbabwe : 80 syndicalistes, dont le président et le secrétaire général du Congrès des syndicats du Zimbabwe (ZCTU), ont été arrêtés par la police à Harare à la suite de l’organisation de manifestations nationales organisées pour « rappeler au gouvernement et aux employeurs que les travailleurs sont affamés, en colère et fatigués ».

### Jeudi10 novembre
- Liberia : George Weah a décidé de porter plainte pour fraude auprès de la Commission Electorale Nationale alors que des résultats provisoires donnent la victoire à sa rivale Ellen Johnson Sirleaf.
- Mali : Ouverture à Bamako des 6e rencontres africaines de la photographie sur le thème « Un autre monde »
- Mauritanie : Mohammed Ould Bakar, premier ministre du gouvernement de transition a annoncé que l’élection présidentielle aura lieu le 25 mars 2007, raccourcissant ainsi la période de transition à la suite du coup d’État. Auparavant, un référendum constitutionnel devrait avoir lieu le 24 janvier 2006, suivi le 19 novembre 2006 d’élections législatives et municipales puis d’élection sénatoriale le 21 janvier 2007.
- Togo : Un rapport officiel fait état de 154 personnes tuées et 654 blessées lors des violences qui ont suivi le décès de l’ancien président Gnassingbé Eyadema. En septembre, un rapport des Nations unies comptabilisait entre 400 et 500 morts.

### Vendredi 11 novembre
- Liberia : Le Conseil de sécurité des Nations unies a adopté à l’unanimité une résolution autorisant l’arrestation de Charles Taylor et sa présentation devant le Tribunal spécial pour la Sierra Leone. Actuellement en exil au Nigeria, l’ancien président libérien, accusé de 17 chefs d’accusation dont ceux de crimes de guerre et crimes contre l’humanité pour avoir exporté la guerre civile en Afrique de l’Ouest a été inculpé en mars 2003 par le Tribunal spécial pour la Sierra Leone.

### Samedi 12 novembre
- Mali : Inauguration par le président Amadou Toumani Touré de la nouvelle mine d’or de Loulo, située dans la commune rurale de Sitakili dans la région de Kayes. Avec une production annuelle estimé à 7 tonnes d’or, cette mine, exploitée par la société Randgold, est l’une des plus importantes sur le continent Africain.

### Dimanche 13 novembre
- Panafricanisme : Olusegun Obasanjo, président du Nigeria et président en exercice de l’Union africaine, Thabo Mbeki, président de l’Afrique du Sud, John Kufuor président du Ghana, Abdoulaye Wade président du Sénégal, Meles Zenawi, premier ministre de l’Éthiopie, Ahmed Ouyahia, premier ministre de l’Algérie et Alpha Oumar Konaré, président de la commission de l’Union africaine ont, dans une déclaration commune adoptée à Abuja, appelé à la constitution d’un gouvernement panafricain.
- Burkina Faso : Premier tour de l’élection présidentielle. La Commission électorale nationale indépendante a annoncé le 18 novembre que Blaise Compaoré avait été réélu dès le premier tour de l’élection présidentielle le 13 novembre avec 80,30 % des voix. Le premier candidat de l’opposition, Bénéwendé Stanislas Sankara, de l’Union pour la renaissance/Mouvement sankariste a obtenu 4,94 % des voix.

### Lundi 14 novembre
- Ouganda : Kizza Besigye,  chef de l’opposition récemment revenu d’un exil de 4 ans en Afrique du sud, a été arrêté. Accusé de trahison pour avoir dirigé en République du Congo un groupe rebelle, l’Armée de rédemption populaire qui préparait une attaque armée contre l’Ouganda.

### Mardi 15 novembre
- Tchad, Sénégal : L’ancien président Tchadien Hissène Habré, réfugié au Sénégal depuis 1990, a été arrêté et placé en détention dans un hôpital à Dakar. La justice belge a lancé un mandat d’arrêt contre Hissène Habré. La Chambre d'accusation de la cour d'appel de Dakar doit donner suite à la demande d’extradition.

### Lundi 21 novembre
- République démocratique du Congo : Au cours d’une opération menée conjointement par les casques bleus et l’armée depuis le 19 novembre, 57 rebelles ont été tués en Ituri.
- Kenya : Les Kényans ont majoritairement refusé la nouvelle constitution proposée par référendum. Le « non » a récolté 57 % des suffrages.
- Zambie : Le président Levy Mwanawasa a déclaré l’état de catastrophe nationale en raison de la pénurie alimentaire et a appelé à l’aide de la communauté internationale.

### Mardi 22 novembre
- Soudan, Tchad : Hourmadji Moussa Ndoumgor, ministre tchadien de l’Information a affirmé dans une interview à la radio britannique BBC que le Soudan enrôlerait des soldats tchadiens mutins pour combattre au Darfour.

### Mercredi 23 novembre
- Kenya : à la suite de l’échec du référendum constitutionnel, le président Mwai Kibaki a dissous le gouvernement.
- Liberia : La commission électorale nationale a proclamé la victoire de Ellen Johnson Sirleaf lors du second tour de l’élection présidentielle avec 59,4 % des voix contre 40,6 % à George Weah. Ellen Johnson Sirleaf devient la première femme chef d’État en Afrique.
- Mali : Ouverture du Sommet alternatif citoyen Afrique France organisée par le mouvement altermondialiste Coalition des alternatives africaines dettes et développement (CAD-Mali). Dans une pétition adressée au président français Jacques Chirac, les 200 participants, issus du milieu associatif africain (12 pays représentés) et français, réclament l’arrêt de la coopération militaire et les ventes d’armes au régimes répressifs africains ainsi que la mise en place d’un mécanisme de contrôle de l’aide et la garantie de son non-détournement.
- Niger : Le Programme alimentaire mondial a alerté la communauté internationale sur le risque d’une nouvelle crise alimentaire touchant principalement les enfants. Il a lancé un appel à fond de 20,3 millions de dollars.
- Rwanda : Brigitte Raynaud, juge d’instruction française au tribunal des armées à Paris s’est rendu à Kigali pour entendre les plaignants accusant l’armée française de complicités pendant le génocide de 1994.

### Jeudi 24 novembre
- Comores : Le Karthala, volcan situé à 40 km de la capitale Moroni, est entré en éruption dans la nuit de jeudi à vendredi, sans faire de victime.
- Kenya : Après l’échec du référendum constitutionnel, l’opposition réclame la dissolution du Parlement et l’organisation d’élections présidentielle et législatives anticipées.

### Vendredi25 novembre
- Sénégal, Tchad : La Cour d'appel de Dakar s'est déclarée incompétente pour statuer sur une demande d'extradition en Belgique d’Hissène Habré. L’ancien président tchadien a pu regagner son domicile. Cette décision ne permet de conclure de façon définitive la demande d’extradition. C’est désormais au président sénégalais, Abdoulaye Wade de prendre la décision de signer le décret  d’extradition.
- République du Congo : l’assemblée nationale a adopté à l’unanimité une loi d’amnistie envers Bernard Kolélas, ancien premier ministre condamné par contumace pour crime de guerre en mai 2000.

### Samedi26 novembre
- Mali : le président Amadou Toumani Touré a inauguré l’Institut africain des métiers de l'aérien (IAMA) situé aux abords de l’Aéroport international de Bamako-Sénou.
- Sénégal, Tchad : Hissène Habré a de nouveau été interpellé sur ordre de Ousmane Ngom, ministre sénégalais de l’Intérieur, afin de le mettre à la disposition de l’Union africaine dans un délai de 48 heures. La semaine précédente, Le président Abdoulaye Wade avait déclaré qu’il consulterait ses pairs africains avant toute décision d’extradition vers la Belgique de l’ancien président tchadien en exil au Sénégal.
- Zimbabwe : élection sénatoriale remportée par le parti au pouvoir, l’Union nationale africaine du Zimbabwe-Front patriotique (Zanu-PF) qui obtient 21 des 31 sièges. Le taux de participation est de 15 %.

### Dimanche27 novembre
- Gabon : élection présidentielle. Le président sortant Omar Bongo Ondimba a été réélu avec 79,18 % des suffrages selon les résultats officiels. L’opposition dénonce les fraudes massives constatées lors du scrutin.